# John Lupton
Pour les articles homonymes, voir Lupton (homonymie).
John Lupton est un acteur américain, de son nom complet John Rollin Lupton, né le 23 août 1928 à Highland Park (Illinois), mort le 3 novembre 1993 à Los Angeles (Californie).

## Biographie
Au cinéma, John Lupton contribue à trente-six films américains entre 1951 et 1976, avant un ultime sorti en 1994, l'année suivant sa mort. Citons Jules César (1953) de Joseph L. Mankiewicz, avec Marlon Brando et James Mason, Le Cri de la victoire (1955) de Raoul Walsh, avec Van Heflin et Anne Francis, ou encore L'Infernale Poursuite (1956) de Francis D. Lyon, avec Fess Parker et Jeffrey Hunter.
Il est surtout actif à la télévision, où il apparaît de 1953 à 1993, dans quatre-vingt-douze séries et treize téléfilms. Un de ses rôles notables au petit écran est celui de Tom Jeffords dans la série La Flèche brisée (1956-1958), au côté de Michael Ansara personnifiant le chef apache Cochise. Mentionnons également les séries policières Sur la piste du crime (1967-1974, cinq épisodes) et L'Homme de fer (1970-1974, trois épisodes).
Pour cette contribution à la télévision, une étoile lui est dédiée sur le Walk of Fame de Hollywood Boulevard.

## Filmographie partielle

### Au cinéma
- 1951 : St. Benny the Dip (en) d'Edgar G. Ulmer
- 1952 : Shadow in the Sky (en) de Fred M. Wilcox
- 1953 : Jules César (Julius Caesar) de Joseph L. Mankiewicz
- 1953 : On se bat aux Indes (Rogue's March) d'Allan Davis (en)
- 1953 : Histoire de trois amours (The Story of Three Lovers), film à sketches de Vincente Minnelli et Gottfried Reinhardt (segment The Jealous Lover)
- 1953 : Fort Bravo (Escape from Fort Bravo) de John Sturges
- 1953 : La Perle noire (All the Brothers Were Valiant) de Richard Thorpe
- 1953 : Vicky (Scandal at Scourie) de Jean Negulesco
- 1953 : Tous en scène (The Band Wagon) de Vincente Minnelli
- 1954 : Prisonnier de guerre (en) (Prisoner of War) d'Andrew Marton
- 1954 : Dragonfly Squadron de Lesley Selander
- 1955 : Le Cri de la victoire (Battle Cry) de Raoul Walsh
- 1955 : L'Homme au fusil (Man with the Gun) de Richard Wilson
- 1955 : Seven Angry Men de Charles Marquis Warren
- 1956 : L'Infernale Poursuite (The Great Locomotive Chase) de Francis D. Lyon
- 1956 : Glory de David Butler
- 1956 : Diane de Poitiers (Diane) de David Miller
- 1957 : Le Pays de la haine (en) (Drango) d'Hall Bartlett et Jules Bricken
- 1958 : Gun Fever de Mark Stevens
- 1959 : L'Homme dans le filet (The Man in the Net) de Michael Curtiz
- 1959 : Blood and Steel de Bernard L. Kowalski
- 1959 : The Rebel Set de Gene Fowler Jr.
- 1960 : Three Came to Kill (en) d'Edward L. Cahn
- 1964 : The Devil's Bedroom de L. Q. Jones
- 1965 : La Plus Grande Histoire jamais contée (The Greatest Story Ever Told) de George Stevens, David Lean et Jean Negulesco
- 1966 : Jesse James contre Frankenstein (Jesse James Meets Frankenstein's Daughter) de William Beaudine
- 1972 : Private Parts (en) de Paul Bartel
- 1972 : Napoléon et Samantha (Napoleon and Samantha) de Bernard McEveety
- 1973 : Nanou, fils de la Jungle (The World's Greatest Athlete) de Robert Scheerer
- 1974 : 747 en péril (Airport 1975) de Jack Smight
- 1976 : La Bataille de Midway (Midway) de Jack Smight
- 1994 : Sexe attitudes (Body Shot) de Dimitri Logothetis

### À la télévision

#### Séries
- 1956-1958 : La Flèche brisée (Broken Arrow)
  - Saisons 1 et 2, 72 épisodes (intégrale) : Tom Jeffords
- 1959 : Au nom de la loi (Wanted : Dead or Alive)
  - Saison 1, épisode 24 Campagne électorale (Secret Ballot) de Don McDougall
- 1959-1960 : Perry Mason, première série
  - Saison 3, épisode 8 The Case of the Bartered Bikini (1959) d'Arthur Hiller
  - Saison 4, épisode 5 The Case of the Lavender Lipstick (1960)
- 1959-1962 : Les Aventuriers du Far West (Death Valley Days)
  - Saison 8, épisode 4 The Grand Duke (1959) de Bernard L. Kowalski
  - Saison 9, épisode 19 South of Horror Flats (1961)
  - Saison 11, épisode 12 The Private Mint of Clark, Gruber and Company (1962) de Tay Garnett
- 1960 : Échec et mat (Checkmate)
  - Saison 1, épisode 7 Target : Tycoon
- 1960-1964 : Gunsmoke ou Police des plaines (Gunsmoke ou Marshal Dillon)
  - Saison 6, épisode 11 Ben Tolliver's Stud (1960) d'Andrew V. McLaglen
  - Saison 10, épisode 11 Chicken (1964) d'Andrew V. McLaglen
- 1961-1962 : Laramie
  - Saison 2, épisode 26 Killer Odds (1961) de Lesley Selander
  - Saison 3, épisode 23 The Day of the Savage (1962) de Joseph Kane
- 1961-1965 : La Grande Caravane (Wagon Train)
  - Saison 5, épisode 6 The Jenna Douglas Story (1961)
  - Saison 7, épisode 24 The Trace McCloud Story (1964) de Virgil W. Vogel
  - Saison 8, épisode 24 The Indian Girl Story (1965)
- 1962 : Alfred Hitchcock présente (Alfred Hitchcock presents)
  - Saison 7, épisode 32 Victim Four de Paul Henreid
- 1964 : Rawhide
  - Saison 6, épisode 22 Incident at Zebulon de Christian Nyby
- 1964-1971 : Le Virginien (The Virginian)
  - Saison 3, épisode 12 A Gallows for Sam Horn (1964) de Don McDougall
  - Saison 5, épisode 25 Bitter Harvest (1967) de Don McDougall
  - Saison 6, épisode 14 A Small Taste of Justice (1967) de Don McDougall
  - Saison 9, épisode 20 Tate Ramrod (1971) de Marc Daniels
- 1965 : Flipper le dauphin (Flipper)
  - Saison 1, épisode 17 Le Maître-nageur (Lifeguard) de Frank McDonald
- 1965 : Daniel Boone
  - Saison 2, épisode 6 The Trek de George Sherman
- 1966 : Au cœur du temps (The Time Tunnel)
  - Saison unique, épisode 13 Alamo (The Alamo) de Sobey Martin
- 1966 : Voyage au fond des mers (Voyage to the Bottom of the Sea)
  - Saison 3, épisode 13 L'Ennemi inconnu (The Lost Bomb) de Gerald Mayer
- 1967 : Les Envahisseurs (The Invaders)
  - Saison 1, épisode 15 L'Astronaute (Moonshot) de Paul Wendkos
- 1967 : Cher oncle Bill (Family Affair)
  - Saison 2, épisode 12 Our Friend Stanley de Charles Barton
- 1967-1974 : Sur la piste du crime (The F.B.I.)
  - Saison 2, épisode 20 The Conspirators (1967) de Christian Nyby
  - Saison 8, épisode 15 Dark Christmas (1972) de Virgil W. Vogel
  - Saison 9, épisode 21 The Vendetta (1974) de Virgil W. Vogel, épisode 22 Confessions of a Madman (1974) et épisode 23 Survival (1974) de Seymour Robbie
- 1968 : Les Espions (I Spy)
  - Saison 3, épisode 18 Un certain Smith (This Guy Smith) de Ralph Senensky
- 1970-1974 : L'Homme de fer (Ironside)
  - Saison 4, épisode 13 Souvenirs perdus (This Could Blow Your Mind, 1970) de James Neilson
  - Saison 5, épisode 3 Jeux dangereux (The Gambling Game, 1971) de Don Weis
  - Saison 8, épisode 8 Run Scared (1974) de Don McDougall
- 1971 : Hawaï police d'État (Hawaii Five-O)
  - Saison 3, épisode 21 Mon cher ennemi (Dear Enemy)
- 1971 : Mannix
  - Saison 4, épisode 22 Meurtre (The Color of Murder)
- 1972-1974 : Docteur Marcus Welby (Marcus Welby, M.D.)
  - Saison 3, épisode 25 Solomon's Choice (1972) de Marc Daniels
  - Saison 5, épisode 20 The Mugging (1974) de Marc Daniels
- 1975 : Kung Fu
  - Saison 3, épisodes 21 et 22 Jeux barbares, 1re et 2e parties (Part I : Barbary House ; Part II : Flight to Orion) de Marc Daniels
- 1975 : Cannon
  - Saison 4, épisode 22 Vengeance d'Alf Kjellin
- 1975-1976 : Section 4 (S.W.A.T.)
  - Saison 1, épisode 8 The Bravo Enigma (1975)
  - Saison 2, épisodes 16 et 17 The Running Man (Parts I & II) de George McCowan
- 1980 : Drôles de dames (Charlie's Angels)
  - Saison 4, épisode 21 Une dame manque à l'appel (An Angel's Trail)
- 1992 : Madame est servie (Who's the Boss ?)
  - Saison 8, épisode 20 La Séparation (Split Decision)

#### Téléfilms
- 1972 : Un juge pas comme les autres (en) (The Judge and Jake Wyler) de David Lowell Rich
- 1974 : Le Fantôme d'Hollywood (en) (The Phantom of Hollywood) de Gene Levitt
- 1975 : Le Rêve brisé (en) (The Dream Makers) de Boris Sagal
- 1977 : The Amazing Howard Hughes de William A. Graham
- 1978 : Doctor's Private Lives de Steven Hilliard Stern
- 1980 : Trouble in High Timber Country de Vincent Sherman
- 1981 : Miracle on Ice (en) de Steven Hilliard Stern